# Ишо бар Нон
Мар Ишо бар Нон (Ишо бар Нун, сир. ܫܘܥ ܒܪ ܢܘܢ; с сир. «Иисус Навин»; около 743 — 1 апреля 828, Багдад) — католикос-патриарх Церкви Востока с 823 года по 828 год. В доэфесских церквях (Древней Ассирийской и Ассирийской церквях) почитается вместе с другими католикосами во 2-ю пятницу после Благовещения.

## Биография
Родился около 743 года в деревне Бет-Габбар, близ Мосула , в районе Бет-Нухадра. Получил образование у Авраама бар Дашандада вместе с будущим католикосом Церкви Востока Тимофеем I. После кратковременного преподавания в Селевкийской школе принял постриг в монастыре Мар-Авраам на горе Изла. Посвящён в диаконы епископом Бет-Багаша Тимофеем (будущим католикосом), а затем вступил с ним в богословский спор. После 780 года католикос-патриарх Тимофей I созвал собор и добился поддержки своих взглядов. Ишо бар Нон из-за конфликта с монахами монастыря Мар-Авраам перебрался в Багдад, где стал наставником сына покровительствовавшего ему придворного врача Масавая. Затем Ишо провёл около 30-ти лет в монастыре Мар-Элия на берегу Тигра близ Мосула.
В 823 году, после смерти патриарха Тимофея I и консультаций местоблюстителя Захарии, епископа Кашкарского с христианами, занимавшими важные придворные должности в халифате, Ишо бар Нун был избран католикосом-патриархом. Интронизация состоялась в Багдаде 6 июля 823 года. Из-за конфликта с Тимофеем I, Ишо бар Нун попытался вычеркнуть из диптихов его имя, однако значительная часть священства, в основном рукоположенная Тимофеем, а также старосты-миряне решительно этому воспротивились. На смертном одре Ишо бар Нун раскаялся в пристрастном отношении к Тимофею и распорядился уничтожить списки своих сочинений, направленных против него. Умер 1 апреля 828 года (по другим данным в 827 году) и похоронен в багдадском монастыре Келиль-Ишо.

## Сочинения
Ишо бар Нон является автором сборника 133-ти церковных канонов, а также сборника вопросов и ответов на текст Священного Писания (опираясь на традиционную восточно-сирийскую экзегезу, основанную на творчестве Феодора Мопсуестийского). Ему также принадлежат утешительные слова (значительная часть сохранилась в яковитской переработке), послания с ответами на вопросы периодевта Исхака из Бет Катрайе и диакона Макария, связанные преимущественно с литургической практикой, комментарий на сочинения Григория Богослова (не сохранились). Стихотворные проповеди Ишо бар Нона были объединены с проповедями двух позднейших авторов в сборник, охватывавший полный церковный год и долгое время служивший обязательным предметом изучения для священников Церкви Востока. У западно-сирийского хрониста Григория Бар Эвройо сохранился рассказ о христологическом диспуте Ишо бар Нона и монофизитского священника Папы.